# Nicole Sieber
Nicole Sieber (* 17. August 1999) ist eine Schweizer Unihockeyspielerin, die aktuell beim schweizerischen Nationalliga-A-Verein UH Red Lions Frauenfeld unter Vertrag steht.

## Karriere
Sieber stammt aus dem Nachwuchs des UHC Waldkirch-St.Gallen, wo sie 2015 erstmals im Aufgebot der ersten Mannschaft stand. 2017 stieg Sieber mit Waldkirch-St.Gallen in die höchste Spielklasse auf. Während der Saison 2017/18 kam sie überwiegend in der U21-Mannschaft zum Einsatz. Eine Saison später übernahm Sieber die Rolle als Nummer eins. Nach zwei Saisons in der zweithöchsten Spielklasse wechselte sie im Sommer 2020 zu den Red Lions Frauenfeld in die Nationalliga A.